# QuickMobile
Quickmobile este o companie din România, care comercializează dispozitive electronice.

## Istoric
Primul magazin Quickmobile a fost deschis în anul 2005 în Baia Mare, iar un an mai târziu a fost inaugurat cel din Sighetu Marmației. De asemenea, în 2006 a fost lansată și prima versiune a magazinului online, ceea ce a condus la creșterea vânzărilor și atingerea unei cifre de afaceri de 1,7 milioane de euro.
În 2007, compania deschide un magazin în Cluj-Napoca.
În perioada 2009 – 2010, Quickmobile își extinde rețeaua de magazine fizice cu încă o unitate, în complexul comercial Gold Plaza din Baia Mare. Compania încheie anul 2010 cu o cifră de afaceri de 8,8 milioane de euro.
Anul 2011 marchează deschiderea primului magazin Quickmobile în București, în Afi Palace Cotroceni, inaugurarea unităților din Timișoara și Iași, precum și dublarea business-ului companiei, cifra de afaceri depășind 17,6 milioane de euro la finalul anului.
În 2012, Quickmobile a depășit pragul de 1 milion de clienți și a continuat extinderea rețelei de magazine, cu două noi unități în București, în Plaza România și București Mall, cifra de afaceri a companiei ajungând la 27,8 milioane de euro.
În 2013 au fost deschise noi magazine în Iași și Cluj-Napoca, iar business-ul Quickmobile depășește 38,8 milioane de euro.
În 2014, cifra de afaceri a devenit 45 milioane de euro, valoare rezultată atât din vânzările în retail, cât și din distribuție.
Produsele Quickmobile pot fi achiziționate, începând din 2018, exclusiv prin intermediul magazinului online (atât de către publicul român, cât și de cel din Europa), rețeaua națională de magazine fiind vândută către un alt operator din industrie.
Quickmobile este recunoscut pentru comercializarea de telefoane destinate pieței din Asia în România și Europa. Cu toate acestea, un număr semnificativ de clienți a raportat refuzuri nejustificate privind acordarea garanției. Pentru a gestiona această provocare de imagine, compania a înființat un nou S.R.L., denumit "Service Return". Astfel, în eventualitatea în care clienții își exprimă public nemulțumirile cu privire la refuzul garanției, responsabilitatea va fi atribuită "Service Return", protejând în acest fel reputația Quickmobile.
1. ↑  alex_bv2001. „Quickmobile nesimțire”. forum.softpedia.com.
2. ↑  e-măgari.ro, Șef (7 decembrie 2013). „QuickMobile.ro - tepe cu telefoane mobile”. e-măgari România - probleme?. Accesat în 24 octombrie 2024.
3. ↑  „Este ok sa cumpăr de pe Quickmobile?”. r/Romania. 1 ianuarie 2023. Accesat în 24 octombrie 2024.
4. ↑  „Is quickmobile.ro legit?”. r/Romania. 26 august 2021. Accesat în 24 octombrie 2024.